# Angelika Merkelbach-Pinck
Angelika Merkelbach-Pinck (* 18. Februar 1885 in Lemberg, Lothringen; † 25. September 1972 ebenda) war eine deutsch-lothringische Regionalschriftstellerin und Volkskundlerin.

## Leben
Geboren wurde Angelika Pinck 1885 in Lemberg im Bitscher Land als neuntes von dreizehn Kindern des katholischen Lemberger Postmeisters und Bürgermeisters Nicolas Pinck. Schon der Vater hatte lothringische Altertümer gesammelt. Einen tiefen Zugang zum christlichen Glauben gewann Pinck durch ihre früh verstorbene evangelische Mutter, die ihr alte lothringische Kirchenlieder beibrachte. Eine Schwester Pincks wurde Nonne, zwei der Brüder, darunter Louis Pinck, wurden Priester. Ihre Schulzeit verbrachte Pinck in einem Pensionat in Finstingen, anschließend absolvierte sie in Metz eine Ausbildung zur Lehrerin. Während dieser Zeit unterstützte sie ihren Bruder Louis Pinck, der in der Stadt Kaplan war, bei der Sammlung von lothringischen Volkslieder und Erzählungen. An die 2000 Sagen, 700 Sprichwörter, 100 Schwänke, 50 Legenden und 120 Märchen wurden von den beiden Geschwistern zusammengetragen.
Von 1909 bis 1911 war Pinck Schulleiterin der Höheren Mädchenschule in Dillingen/Saar. Nach mehreren beruflichen Stationen als Lehrerin, zuletzt in Darmstadt, heiratete sie den Frankfurter Fabrikanten Karl Merkelbach, Inhaber der Schuhmaschinenherstellerfirma Merko Karl Merkelbach in Frankfurt-Bockenheim, Robert-Mayer-Straße 52, mit dem sie zwei Söhne, Norbert und Lothar, hatte. Karl Merkelbach finanzierte die Illustration von Louis Pincks Liedersammlungen Verklingende Weisen mit Zeichnungen des lothringischen Künstlers Henri Bacher (1890–1934).
Um 1930, als ihre Söhne Norbert und Lothar dem Kindesalter entwachsen waren, konnte sich Merkelbach-Pinck wieder der Sagenwelt Lothringens zuwenden. Im Jahr 1936 veröffentlichte sie einen ersten Teil ihrer gesammelten Erzählungen in den zwei Bänden Lothringer erzählen. In den Kriegsjahren erschienen die Werke Lothringer Volksmärchen und Lothringer Meistube.
Merkelbach-Pincks Erzählungen basieren auf den Gesprächen in den Meistuben Lothringens, wo einfache Dorfbewohner im Winter beim Spinnen, Stricken, Rauchen und Trinken zusammenfanden. Sie meiten, besuchten sich und erzählten weiter, was sie von den Eltern gehört hatten. Im Zweiten Weltkrieg wurde Merkelbach-Pinck ausgebombt und ihr Sohn Norbert starb als Soldat. Sohn Lothar Merkelbach, u. a. wohnhaft in Kilchberg (Tübingen), war 27 Jahre lang bis 1988 als Leiter der Tübinger Dienststelle des Landesdenkmalamtes Baden-Württemberg tätig.
Mit der Unterstützung von Hermann Bickler erhielt sie bei Joseph Goebbels eine Audienz, in der sie sich für den von den Nationalsozialisten zum Tod verurteilten Pfarrer von Obergailbach, Jean Seelig, einsetzte und ihn somit vor der Hinrichtung rettete.
Nach dem Zweiten Weltkrieg und dem Tode ihres Mannes lehrte sie Deutsch in Béthune und initiierte 1953 für in Liévin verbliebene deutsche Kriegsgefangene eine Seelsorgestelle, in der sie bis 1964 wirkte. In dieser Zeit publizierte sie mit Joseph Müller-Blattau den 5. Band der Verklingenden Weisen.
Ihre letzten Jahre verbrachte sie bei ihrem Sohn Lothar in Wurmlingen (Rottenburg). Dort schrieb sie ihre Werke Volkserzählungen aus Lothringen sowie Brauch und Sitte in Ostlothringen. Merkelbach-Pinck starb im Jahr 1972 im heimatlichen Lemberg und wurde in Bad Homburg vor der Höhe beerdigt.
Die Privatbibliothek von Merkelbach-Pinck befindet sich im Zentrum für Populäre Kultur und Musik der Universität Freiburg i.Br.

## Auszeichnungen
- Brüder-Grimm-Plakette, Kassel
- Willibald-Pirckheimer-Medaille
- Erwin-von-Steinbach-Preis
- Pro Ecclesia et Pontifice (verliehen von Johannes XXIII.)[5]

## Werke (in Auswahl)
- Verklingende Weisen. Kassel 1926–1962 (Band 1, Lothringer Verlags- und Hilfsverein Metz 1926 (Nachdruck: Bärenreiter-Verlag Kassel 1962); Band 2, (= Schriften der Elsässisch-Lothringisch Wissenschaftlichen Gesellschaft zu Straßburg), Lothringer Verlags- und Hilfsverein Metz 1928 (Nachdruck: Bärenreiter-Verlag Kassel 1963); Band 3, Lothringer Verlags- und Hilfsverein Metz 1933 (Nachdruck: Bärenreiter-Verlag Kassel 1963); Band 4, Lothringer Verlags- und Hilfsverein Metz 1939 (Nachdruck: Bärenreiter-Verlag Kassel 1962); Band 5, hrsg. von Angelika Merkelbach-Pinck und Josef Müller-Blattau, Band 5, Bärenreiter-Verlag Kassel 1962.)
- Lothringer erzählen. Saarbrücken 1936.
- Aus der Lothringer Meistube, Sagen, Schwänke, Legenden, Bauerngeschichten, Redensarten, Sprichwörter, Kassel 1943.
- Lothringer Märchen. Frankfurt/Main 1936.
- Der Wolf und die Prinzessin. Krailling vor München 1939.
- Volkssagen aus Lothringen. Krailling vor München 1940.
- Mütterlichkeit. Dülmen 1940.
- Wildjägersagen aus Lothringen. Kassel 1942.
- Volksmärchen aus Lothringen. Krailling vor München 1943.
- Deutsche Volksmärchen. Kassel 1947.
- Die Schatztruhe. Freiburg/Breisgau 1953.
- Lothringer Volksmärchen. Düsseldorf 1961.
- Brauch und Sitte in Ostlothringen. Frankfurt/Main 1968.

### Ausstellung
Literaturarchiv Saar-Lor-Lux-Elsass - Angelika Merkelbach-Pinck. Schriftstellerin und Volkskundlerin
In der Literaturgeschichte der französisch-deutschen Grenzregionen hat Angelika Merkelbach-Pinck (1885 bis 1972) einen festen Platz als Sammlerin von Sagen, Märchen und Legenden aus Lothringen. Neun Jahre lang bereiste sie die Gegend „vom Fuße der Vogesen bis zum Rande Luxemburgs, von der Saarpfalz bis zur französischen Grenze hin“ und schrieb auf, was ihr die Alten in der „Meistube“ (der Spinnstube) erzählten. Die Heimat, Kulturraum der Legenden und Sagen, war das zentrale Thema ihres Lebens und Werkes, ebenso wie der lothringische Dialekt, in dem Angelika Merkelbach-Pinck die Märchen und Sagen niederschrieb, wie es ihr „von jung und alt erzählt wurde.“
Die Situation Lothringens als politischer Zankapfel zwischen Frankreich und Deutschland beschäftigte die Autorin ebenfalls. Sie setzte sich für eine friedliche Verständigung ein, reflektierte aber auch die Problematik der Sprachgrenze und den damit einhergehenden Identitätskonflikt.
Die Ausstellung, die von der Germanistin Daniela Himbert kuratiert worden ist, zeigt Dokumente und Photographien aus den Sammlungen des Literaturarchivs Saar-Lor-Lux-Elsass.
Die Ausstellung wurde am 19. Januar um 18.30 Uhr eröffnet und war bis zum 13. April 2017 zu sehen.

### Einspielungen
- Klaus Fischbach, Verklingende Weisen. Lothringische Volkslieder aus der Sammlung Louis Pinck. Trierer Domchor. Madrigalchor Klaus Fischbach. Mit Instrumentalsolisten des Saarländischen Rundfunks und des Staatstheaters Saarbrücken, Elisabeth Hoffmann, Petra Köster, Thomas Reichert (Gesang), Klaus-Ewald Fischbach (Klavier), Doppel-CD 1999.